# Mieczysław Adamek
Mieczysław Adamek (ur. 18 września 1918 w Taszkencie, zm. 18 maja 1944) – porucznik pilot Polskich Sił Powietrznych w Wielkiej Brytanii, kawaler Orderu Virtuti Militari, as myśliwski.

## Życiorys

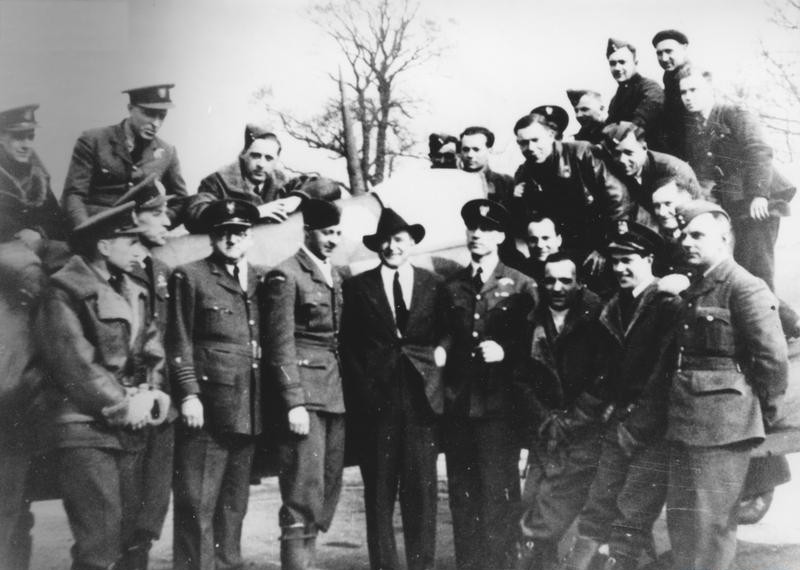
Stoją w pierwszym rzędzie: por. Wojciech Kołaczkowski, por. Zdzisław Henneberg, płk Bogdan Kwieciński, por. Mirosław Ferić, płk Marian C. Cooper, mjr Witold Urbanowicz, ppor. Bogdan Grzeszczak, st. sierż. Mieczysław Popek, st. sierż. Mozut. U góry: por. Wiktor Srzembosz, por. Tadeusz Arentowicz, st. sierż. Mieczysław Adamek i grupa mechaników.

Po zakończeniu I wojny światowej i odrodzeniu się państwa polskiego razem z rodziną powrócił do Rzeczypospolitej. Uczęszczał do Szkoły Rzemieślniczo-Przemysłowej w Przemyślu. Jednak w 1936 przerwał naukę i wstąpił do Szkoły Podoficerów Lotnictwa dla Małoletnich w Bydgoszczy (od 1938 w Krośnie). Szkołę ukończył w 1939 roku, w stopniu starszego szeregowca i specjalnością pilota myśliwskiego. Został wcielony do 1 pułku lotniczego w Warszawie i przydzielony do 113 eskadry myśliwskiej.
W walkach powietrznych nad Polską brał udział od 1 września. Tego dnia poważnie uszkodził niemiecki bombowiec He 111.
Po 18 września przedostał się drogą lądową do Rumunii, a następnie drogą morską do Francji. We Francji po przeszkoleniu na samolotach Bloch MB.152 brał udział w walkach w Podwójnym Kluczu Frontowym Nr 7 „Wy” majora Eugeniusza Wyrwickiego. 22 czerwca razem z innymi został ewakuowany do Algieru i przez Casablankę dotarł do Gibraltaru. Do Anglii przybył w połowie lipca 1940 roku. Po przejściu kolejnych szkoleń oraz pracy jako pilot w szkołach angielskich 28 czerwca 1941 roku został przydzielony do dywizjonu 303 (service number P2095). Adamek latał na samolocie Supermarine Spitfire II, odnosząc pierwsze zwycięstwo w bitwie o Anglię 23 czerwca 1941 roku nad niemieckim Messerschmittem Bf 109. W dywizjonie 303 latał do końca kwietnia 1942 odnosząc pięć potwierdzonych zwycięstw. W kwietniu 1942 został przeniesiony do jednostki 58 OTU w Grangemouth, gdzie służył jako instruktor pilotażu oraz ukończył kurs oficerski. W listopadzie 1943 został ponownie skierowany do służby frontowej. Został przydzielony do dywizjonu 317 wyposażonego w Supermarine Spitfire IX. W czasie powrotu z kolejne operacji Ranger (18 maja 1944) przeprowadzanej nad terytorium Francji, Spitfire Adamka (EX, Nr M-275) został pomyłkowo ostrzelany i zestrzelony przez angielską obronę przeciwlotniczą. Wodował na kanale La Manche 8 mil od brzegu, jego ciało wyłowiono w rejonie Beachy Head. Mieczysław Adamek został pochowany na cmentarzu w Northwood, w północno-zachodnim Londynie (grób H 444).

## Zwycięstwa powietrzne
Na liście Bajana zajmuje 36 pozycję z 5 9/20 zestrzeleń pewnych i 1 prawdopodobnie.
Zestrzelenia pewne:
- 1/4 He 111 – 1 września 1939
- 1/5 Ju 87 – 6 września 1939
- Bf 109 – 23 czerwca 1941
- Bf 109 – 12 lipca 1941
- Bf 109 – 12 października 1941
- Fw 190 – 8 grudnia 1941
- Bf 109 – 14 kwietnia 1942

Zestrzelenia prawdopodobne:
- Bf 109 – 23 czerwca 1941

## Ordery i odznaczenia
- Srebrny Krzyż Orderu Virtuti Militari (nr 9343)
- Krzyż Walecznych – czterokrotnie
- Medal Lotniczy – trzykrotnie
- brytyjski Distinguished Flying Medal – dwukrotnie